# Przeworsk (comune rurale)
Przeworsk è un comune rurale polacco del distretto di Przeworsk, nel voivodato della Precarpazia.
Ricopre una superficie di km² e nel 2006 contava 14 539 abitanti.
Il capoluogo è Przeworsk, che non fa parte del territorio ma costituisce un comune a sé.